# John Erskine
John Erskine, född 26 juni 1980, är en kanadensisk professionell ishockeyspelare som spelar för Washington Capitals i NHL. Han har tidigare representerat New York Islanders och Dallas Stars.
Erskine draftades i andra rundan i 1998 års draft av Dallas Stars som 39:e spelare totalt.